# Port lotniczy Ambanja
Port lotniczy Ambanja (IATA: IVA, ICAO: FMNJ) – port lotniczy położony w Ambanja, na Madagaskarze.